# Nolana onoana
Nolana onoana ist eine Pflanzenart aus der Gattung Nolana. Sie ist von nur wenigen Standorten in den Loma-Formationen Chiles bekannt.

## Beschreibung

### Vegetative Merkmale
Nolana onoana ist eine bis zu 1 Meter hoch werdende, einjährige, krautige Pflanze, die eine Pfahlwurzel bildet. Die Stängel sind aufrecht bis aufsteigend, können aber auch niederliegend sein, wenn sie stark beblättert sind. Die Laubblätter sind aufsitzend, einfach und stehen in Büscheln. Die Blattspreite ist linealisch bis schmal verkehrt lanzettlich, ganzrandig, stark zurückgebogen und drehrund. Sie ist dicht mit kräftigen, gestielten und drüsigen Trichomen behaart.

### Blütenstände und Blüten
Die Blüten stehen aufsitzend und einzeln in den gedrängten oberen Blattachseln. Der Kelch ist schmal glockenförmig, 5 bis 7 Millimeter lang, wovon die Kronröhre etwa 3 bis 5 Millimeter ausmacht. Der Durchmesser der Kelchröhre beträgt etwa 5 Millimeter. Die Kelchröhre ist mit fünf gleichgestaltigen, lanzettlichen, 2 bis 3 Millimeter langen und 1 Millimeter breiten Kelchlappen besetzt. Die Krone ist schmal trichterförmig, 18 bis 24 Millimeter lang und 8 bis 12 Millimeter durchmessend. Sie ist lavendelfarben bis hellblau gefärbt. Die Krone ist fünflappig, die Lappen sind ungleich geformt, wodurch die Krone deutlich zygomorph wird. Der größte der Kronlappen ist 3 bis 4 Millimeter lang und 3 bis 4 Millimeter breit und gerundet bis abgestumpft geformt.
Die fünf Staubfäden stehen nicht über die Krone hinaus. Drei von ihnen sind länger als die restlichen beiden. Der Fruchtknoten besteht aus fünf Fruchtknotenfächern, ist unbehaart, an der Basis stehen Nektarien. Der Griffel steht nicht über die Krone hinaus, er trägt eine köpfchenförmige, grüne Narbe.

### Früchte und Samen
Die Frucht besteht aus sechs bis sieben runden Teilfrüchten mit einem Durchmesser von jeweils 2 bis 3 Millimetern.

## Verbreitung, Standorte und Ökologie
Die Art ist von einigen Standorten in der nördlichen Atacamawüste in der Región de Antofagasta (Chile) bekannt. Die Standorte liegen in einem über 100 Kilometer langen Streifen, der nördlich von Antofagasta beginnt und südlich von Tocopilla endet. Der Standort des Typusexemplars liegt etwa 32 Kilometer südlich von Antofagasta. Dort sammelte sich 1988 über mehrere Monate hinweg Feuchtigkeit von El-Niño-Niederschlägen, im Oktober war der Boden jedoch schon wieder ausgetrocknet und rissig. In späteren Jahren wurden Exemplare nur wenig westlich von diesem Standort gefunden. Die Standorte sind etwa 20 Kilometer östlich der vom küstennahen Nebel beeinflussten Gebiete.

## Botanische Geschichte
Die Art wurde 2007 von Michael Dillon und Miyuki Nakazawa beschrieben. Das Artepitheton ehrt den ehemaligen Professor  für Botanik und Leiter des Makino Herbariums der Tokyo Metropolitan University Mikio Ono. Ono war der erste Sammler dieser Art und beschäftigte sich mit der Ökologie und Verteilung der Loma-Formationen.

## Nachweise
- Michael O. Dillon, Gina Arancio und Federico Luebert: Five new species of Nolana (Solanaceae-Nolaneae) from Chile. In: Arnaldoa, Band 14, Nummer 2, 2007. Seiten 191–212.